# Frédéric II de Goseck
Pour les articles homonymes, voir Frédéric II.
Frédéric II de Goseck, né entre 1000 et 1030, mort le 10 mai 1088 à Barby, est comte de Goseck, Vogt de Hersfeld et comte palatin de Saxe de 1056 jusqu'à sa mort.

## Biographie

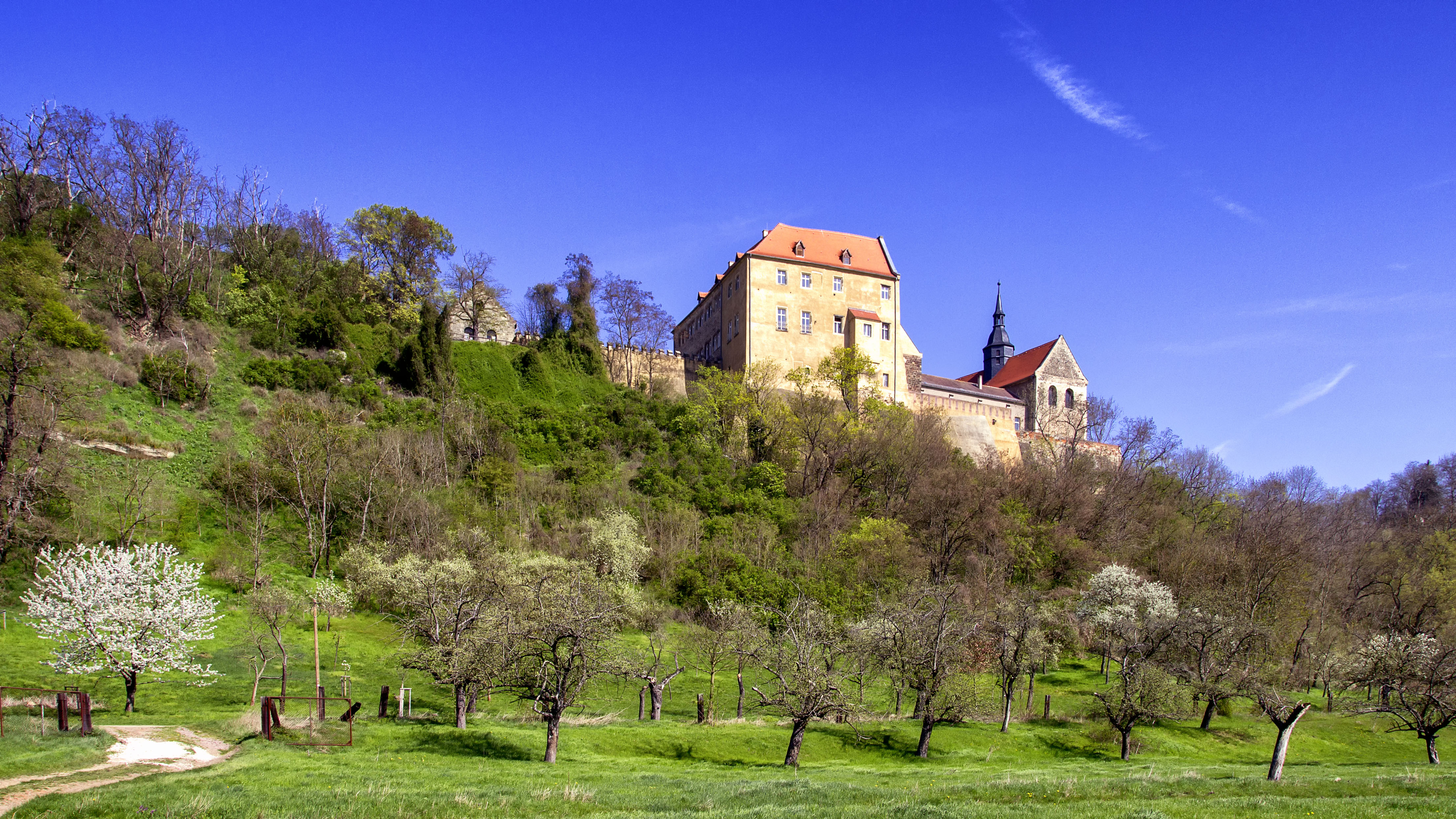
Château de Goseck.

Il est le deuxième fils du comte Frédéric Ier de Goseck (mort en 1042) et de son épouse Agnès, fille du comte Guillaume II de Weimar. Son père est nommé comte palatin de Saxe en 1038. Frédéric II est possiblement élevé dans l'abbaye de Fulda. En 1041, les comtes font démolir le château de Goseck et construire un monastère bénédictin, qui est consacré en 1053. 
En 1056, il succède à son frère assassiné Dedo comme comte palatin. À son propre bénéfice, il se sert rigoureusement de la faiblesse de l'autorité centrale sous le règne du roi mineur Henri IV et de sa mère Agnès de Poitiers. En 1063, il part avec des forces impériales vers Hongrie afin de plaçer Salomon Árpád, le beau-frère de Henri, sur le trône. À partir de 1066, les tensions avec Henri IV à cause de sa politique de récupération en Saxe se sont accentuées, mais Frédéric reste fidèle à l'Empire jusqu'à la mort de son frère cadet, l'archevêque Adalbert de Brême, conseiller du roi, en 1072. Il reçut, entre autres, le droit de faire du sel et de la monnaie pour Sulza en Thuringe et participe en 1070 à l'éviction d'Otton de Nordheim, duc de Bavière. Il se dispute aussi avec l'évêque Burchard II d'Halberstadt et ses vassaux, les comtes de Supplinbourg. 
Après le déclenchement de la révolte des Saxons en été 1073, il est un dirigeant de l'opposition contre la dynastie franconienne. À la suite de la bataille de Homburg sur l'Unstrut, le 9 juin 1075, il doit se soumettre et est exilé par le roi à Pavie en Italie, où il est détenu pendant un an et demi. Lors du premier grand affrontement armé de Henri IV et de l'anti-roi Rodolphe de Rheinfelden à la bataille de Mellrichstadt le 7 août 1078, Frédéric est à nouveau un commandant des troupes saxonnes. Il se soumet finalement en 1085 puis se retire.

## Mariage et descendance
Frédéric II de Goseck épouse en 1063 Edwige, issue d'une noble famille bavaroise, avec qui il a un fils Frédéric III qui est assassiné en 1085, ce qui explique pourquoi son petit-fils, Frédéric IV, prend son héritage en tant que comte palatin de Saxe.